# Avia B-534

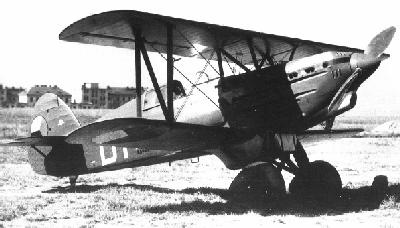
Avia B-534, van de 42e letka

De Avia B-534 (ook wel bekend als B.534) is een Tsjechoslowaaks dubbeldekker jachtvliegtuig gebouwd door Avia. De B-534 is ontworpen door František Novotný. De eerste vlucht vond plaats op 25 mei 1933. De B-534 kan gezien worden als een van de laatste vliegtuigen met een klassiek dubbeldekkerontwerp. Er zijn 445 B-534’s gebouwd.

## Ontwerp en ontwikkeling
De B-534 is ontworpen als een eenmotorig dubbeldekker jachtvliegtuig met een in licentie gebouwde Hispano-Suiza zuigermotor en een niet-intrekbaar landingsgestel. Vier 7,92 mm machinegeweren werden in de zijkanten van de romp geplaatst, vurend door de propellers. De luchtmachten wilden in de late jaren ’30 van de twintigste eeuw de wendbaarheid en de hoge klimsnelheid van de dubbeldekkers niet verwisselen voor de snelheid van de eendekkers, zelfs met de nieuwere en betere technologie. De successen van Sovjet-piloten in dubbeldekkers hebben mogelijk een bijdrage geleverd aan deze afwijzing; ze stonden bekend om hun vliegtuig te strippen van cockpitkappen, liever de wind in hun gezicht hebbend. Vliegtuigen met twee met textiel bedekte vleugels en een vast ladingsgestel waren ook minder duur om te produceren.
Het eerste B-534-prototype vloog in mei 1933. Meer werk volgde en de eerste order van de Tsjechoslowaakse luchtmacht kwam binnen midden 1934. Op dat moment was de B-534 ver voor op zijn tijdgenoten. Het Verenigd Koninkrijk was nog steeds afhankelijk van zijn Hawker Fury’s, met de eerste Gloster Gladiators op dat moment in aanbouw. De Sovjet-Unie had zijn hoop gevestigd op de vliegtuigontwerpen van Polikarpov. De Verenigde Staten maakten nog altijd gebruik van de nakomelingen van Curtiss Hawk-serie, met de Seversky P-35 en de Curtiss P-36 net op het punt van vliegende prototypes. De eerste leveringen van de B-534 aan de Tsjechoslowaakse luchtmacht begonnen in het najaar van 1935, in 1938 waren 445 toestellen geleverd.
De abrupte opdeling van Tsjechoslowakije in 1939 voorkwam de inzet van de B-534’s in actieve gevechtssituaties door het land dat deze vliegtuigen had geproduceerd. Tegen die tijd verhoogden eendekkers met uitstekende prestaties zoals de Duitse Messerschmitt Bf 109 en de Britse Hawker Hurricane en Supermarine Spitfire de standaards voor die tijd voor (onderscheppings)jagers. Vier verschillende sub-types werden er tijdens de productie van de B-534 geproduceerd, alle met grotendeels slechts kleine verbeteringen.
Één echt grote verandering werd doorgevoerd tijdens de productie. De B-534 was ontworpen om één 20 mm kanon door de neus te laten vuren en slechts twee 7,92 mm machinegeweren aan de zijkanten. Problemen in de ontwikkeling voorkwamen dat de kanonnen werden gebruikt. Wanhopig proberend toch maar meer vliegtuigen in de lucht te krijgen, besloot Avia in plaats van het kanon een derde machinegeweer te plaatsen, slechts enkele weken voor de annexatie van Tsjechoslowakije door Duitsland. Slechts drie machines in de laatste configuratie waren op tijd gebouwd voor de Tsjechoslowaakse luchtmacht, de overgebleven toestellen die al in aanbouw waren werden afgemaakt voor de Duitsers.

## Operationele geschiedenis
De B-534’s werden voor het eerst door de Slowaakse luchtmacht gebruikt. Duitsland bezette het Tsjechische deel van Tsjechoslowakije als Reichsprotektorat Böhmen und Mähren (Protectoraat Bohemen en Moravië), Slowakije, als kleine bondgenoot overlatend. Slowakije kreeg zo’n tachtig B-534’s en Bk-534’s van de Tsjechoslowaakse luchtmacht en gebruikte ze direct in de grensoorlog van 1939 met Hongarije. Later assisteerden twee eskaders van B-534’s de Duitse Luftwaffe tijdens de invasie van Polen in september 1939. Dezelfde eskaders deden dienst in Oekraïne in de zomer van 1941, waarvan een eskader in 1942 terugkeerde om mee te doen in acties tegen partizanen in Slowakije. Vanwege ouderdom, een gebrek aan reserveonderdelen en de oude ongewone Tsjechoslowaakse brandstofmix (BiBoLi of een andere mix uit alcohol, benzeen en benzine, werden de overgebleven B-534’s uiteindelijk ongeschikt voor gevechtssituaties, waarna ze werden hergebruikt als lesvliegtuigen.
Dit zou de laatste laatste klus zijn geweest voor de B-534’s in Slowaakse kleuren als de Nationale Slowaakse Opstand in september en oktober 1944 er niet was geweest. De rest van de Slowaakse luchtmacht liep niet over, zoals verwacht, en de leiders van de opstand waren genoodzaakt gebruik te maken van een bijeengeraapte collectie van vliegtuigen, waaronder enkele B-534’s op het vliegveld Tri Duby. Op 2 september 1944 schoot adjudant František Cyprich, met een net geteste gerepareerde B-534, een Hongaarse Junkers Ju 52 neer, die op weg was naar een basis in bezet Polen. Dit was gelijk de eerste luchtoverwinning voor de opstand en de laatste luchtoverwinning met een dubbeldekker. Toch kreeg de adjudant een uitbrander van zijn kolonel, omdat Cyprich niet had geprobeerd de Ju 52 te dwingen te landen om overgenomen te kunnen worden. De Nationale Slowaakse Opstand had namelijk een schromelijk tekort aan vliegend materieel. De laatste twee B-534’s van Tri Duby werden verbrand tijdens de evacuatie van de basis op 25 oktober 1944.
Bulgarije kocht 78 B-534’s in 1939. De laatste groep van deze vliegtuigen werd in 1942 afgeleverd. Op 1 augustus 1943 waren zeven B-534’s in staat om twee aanvallen uit te voeren op Amerikaanse B-24 Liberators die op de weg terug waren van een aanval op het Roemeense Ploiești. Meerdere kogels troffen de B-24’s, maar geen van de B-24’s stortte neer door toedoen van een B-534. Sommige van de B-534’s incasseerden ook kogels, die enkele B-534’s tijdens de landing te veel werden. Na de anti-Duitse staatsgreep van 9 september 1944, liep Bulgarije over, waarna de B-534’s vaak werden ingezet in aanvallen tegen Duitse eenheden. Op 10 september 1944 kwamen zes B-534’s in een kort luchtgevecht met zes Duitse Bf 109’s op lage hoogte. Één B-534 ging daarbij verloren, maar de Duitsers kozen snel het hazenpad, bedacht op de lage hoogte en de wendbaarheid van de B-534’s.

## Versies
- B-534/1: Eerste prototype
- B-534/2: Tweede prototype
- B-534-I
- B-534-II
- B-534-III
- B-534-IV: Gesloten cockpit
- Bk-534

## Specificaties (B-534 IV)
- Bemanning: 1, de piloot
- Lengte: 8,2 m
- Spanwijdte: 9,4 m
- Hoogte: 3,1 m
- Vleugeloppervlak: 23,5 m2
- Leeggewicht: 1 460 kg
- Volggewicht: 1 985 kg

Avia B-534

- Maximum startgewicht: 2 120 kg
- Motor: 1× Hispano-Suiza 12Ycrs luchtgekoelde V12, 620 kW (830 pk)
- Maximumsnelheid: 394 km/h
- Vliegbereik: 580 km
- Plafond: 10 600 m
- Bewapening:
  - 4× 7,92 mm machinegeweren
  - 6× 20 kg bommen

## Gebruikers
- Bulgarije - zo'n 78 toestellen (gekocht van Duitsland)
- Duitsland - Overgenomen van Tsjechoslowakije na de annexatie van Sudetenland, Bohemen en Moravië
- Griekenland - Twee B-534’s, die verloren gingen in de chaos van 1941
- Hongarije - Eén B-534, in de grensoorlog van 1939 buitgemaakt, kreeg de registratie HA-VAB toegewezen, later is dit veranderd in G.192
- Kroatië - Een onbekend aantal geleverd gekregen door de Duitsers
- Roemenië - Tezamen met drie DFS 230's, ontvingen de Roemenen een onbekend aantal B-534's van de Duitsers
- Slowakije - Meerdere B-534's, overgenomen van de Tsjechoslowaakse luchtmacht
- Sovjet-Unie - Enkele toestellen werden gebruikt bij het schaduwen van de Duitsers
- Tsjechoslowakije

### Gerelateerde ontwikkelingen
- Avia B-34

### Vergelijkbare vliegtuigen
- Fiat CR.32
- Fiat CR.42
- Gloster Gladiator
- Grumman F3F
- Polikarpov I-15
- Polikarpov I-153
- PZL P.11